# 不定數與虛構數
不少语言都有模糊數量的無定數、不定數（英語：Indefinite numbers）與虛構數（英語：fictitious numbers），即不精确數位的單詞，用于誇張或不表達精準數值的情况。
此類表示巨大又不定量的词语又可以稱作無定誇張數、不定誇張數（英語：indefinite hyperbolic numerals）。

## 特定值用作不定值
像平常近代白話漢文的十萬八千里、一錯百錯，太多時候不一定是在說真的十萬又八千里、錯了一百次。

### 各語言例子
- 阿拉伯語的1001，如《一千零一夜》（阿拉伯语：‎ [3]）。[4] 現代英語書名也有這慣例，如“……的1001個用途”。

- 英语的couple（2）[5]、dozen（12）、myriad（10000）。
  - 「Eleventy」或「eleventy-seven」源自古英語的110，因《魔戒》廣為人知，也常用作不定數字。

- 希伯來語和中东的40[6][4]；例如圣经下了40天40夜的大雨、阿里巴巴和四十大盜及塞巴斯蒂四十烈士（英语：Forty Martyrs of Sebaste）。[7][8]
  - 英語有時也會用；例如，「'Forty winks」（四十次眨眼；意為打盹）。

- 拉丁语的sescenti（600）， 可能源自罗马步兵队的人數。[9]

- 法語的36和36000。

- 日语的：如（各種藥草），（永恆）。

- 波蘭語的tysiąc pięćset sto dziewięćset（千五百一百九百）。

- 愛爾蘭語的céad míle（100000），如短語céad míle fáilte（十萬歡迎）或Gabriel Rosenstock（英语：Gabriel Rosenstock）的詩：mo chéad míle grá（我十萬愛）。

- 瑞典語的femtioelva（五十十一）或sjuttioelva（七十十一）。

- 泰語的ร้อยแปด（108）。

- 威爾斯語的cant a mil（百和千）。

- 匈牙利語的26：例如「我告訴你26次了！」

## 無數
英語的Umpteen和umteen和umpty也是未定值的大數，以幽默的方式使用或暗示不值得努力確定實際數字。儘管「-teen」結尾似乎表明它位於12到20之間。
Umpty於1905年首次記錄，表達形式為umpty-seven，暗示是10的倍數。其中，Ump(ty)來自莫爾斯電碼的破折號。
Umpteen於1918年首次記錄並已成為迄今最常見的不定值大數。
類似挪威語的ørten，有從tretten（13）到nitten（19）的-ten，但通常表示更大的數字。

### -illion
帶有後綴-illion 的字：例如zillion、gazillion 、bazillion、jillion、bajillion、squillion等等等等常用作未定值大數。
爱沙尼亚语的mustmiljon（黑百萬）也用來表示難以估量的大數字。 
匈牙利語的csilliárd與英語zillion具有相同「無限大」的含義。
這些詞表示大到深不可測的數字，通常用作誇張。沒有精確值或順序。

## 其它
「薩根」（sagan）或「薩根單位」（sagan unit）是大數的滑稽名稱，來自卡爾·薩根與短語「數十億和數十億」（billions and billions）。不要將薩根數（可觀測宇宙中的恆星數）混淆。